# Вайльрод
Вайльрод (нім. Weilrod) — громада в Німеччині, знаходиться в землі Гессен. Підпорядковується адміністративному округу Дармштадт. Входить до складу району Верхній Таунус.
Площа — 71,16 км2. Населення становить 6570 ос. (станом на 31 грудня 2020).

## Галерея

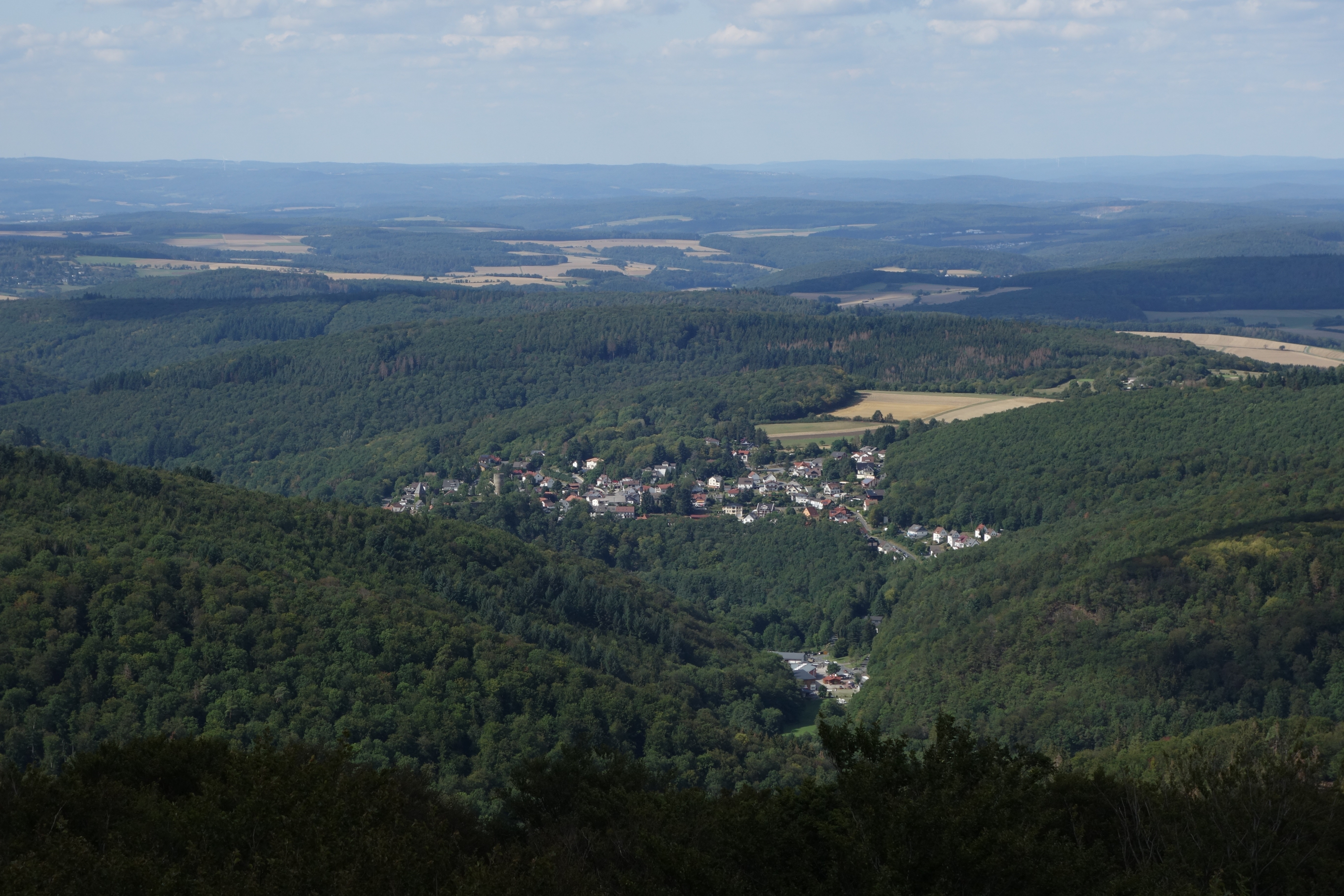
Вид на район Альтвайльнау з півдня з оглядової вежі на горі Пфердскопф
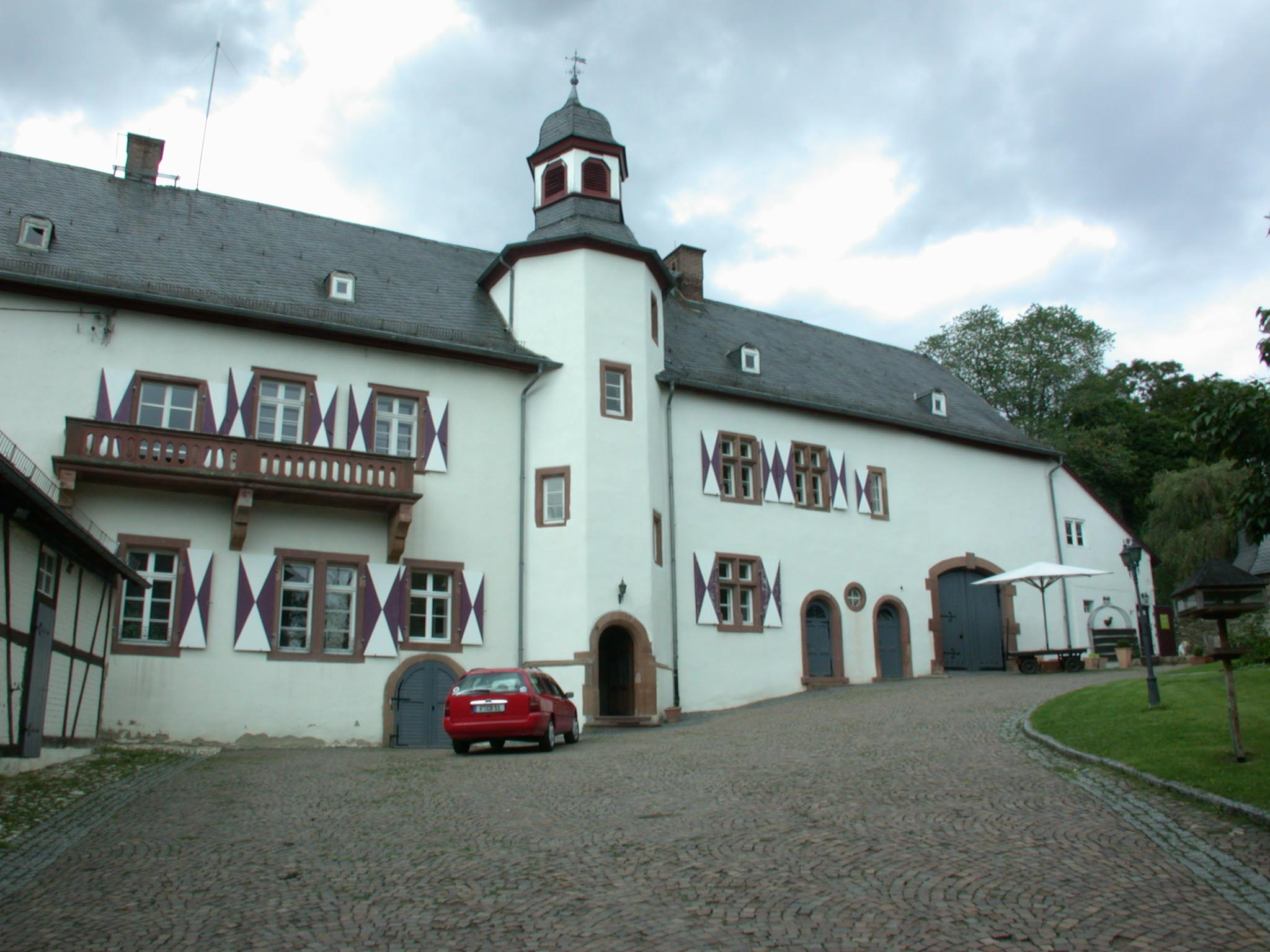
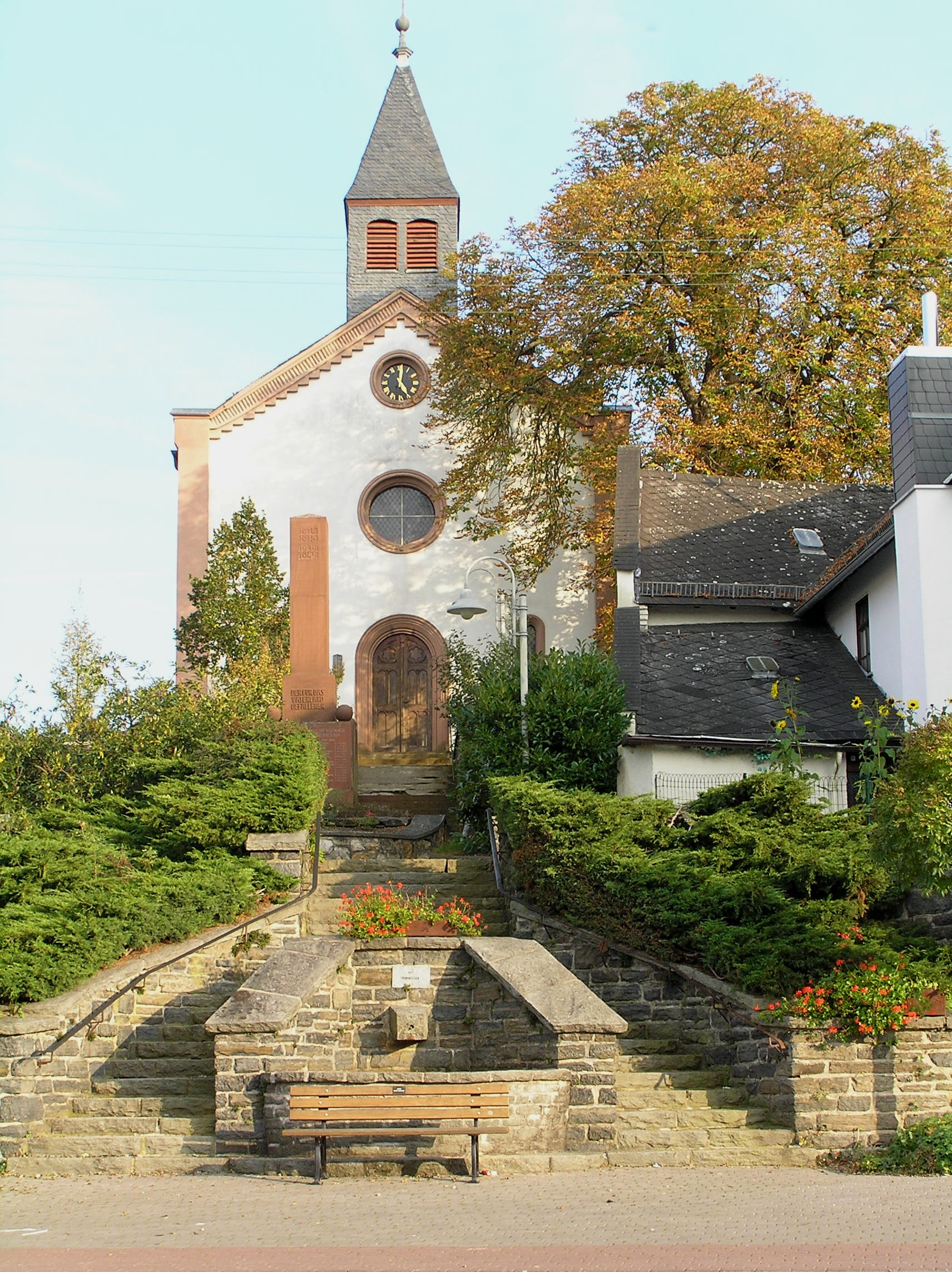
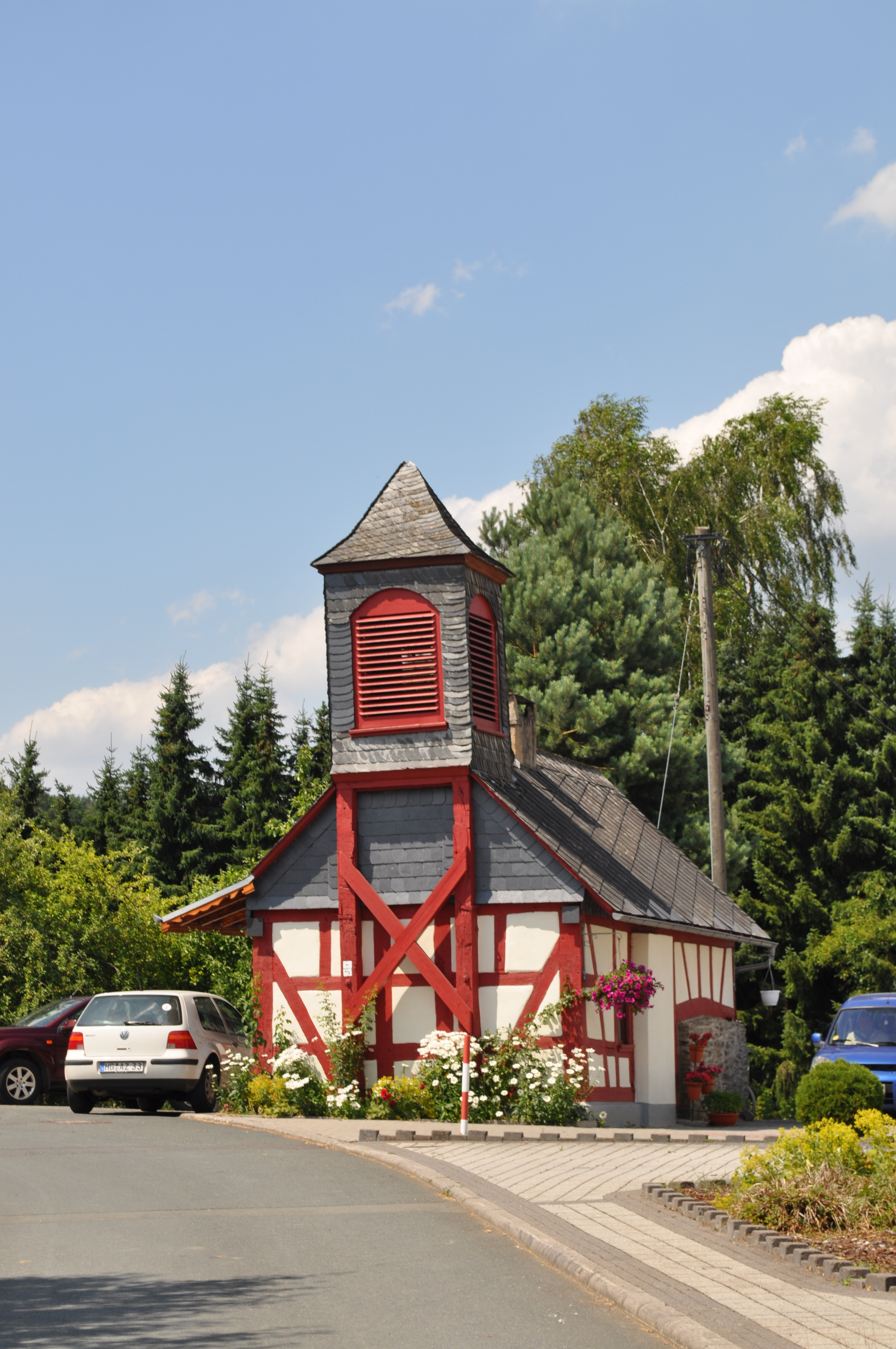